# Communauté de communes Haut-Jura Saint-Claude
La communauté de communes Haut-Jura Saint-Claude est une communauté de communes française située dans le département du Jura, en Franche-Comté, dans la région administrative Bourgogne-Franche-Comté.

## Historique
- 1er janvier 2011 : la Communauté de communes Haut-Jura Saint-Claude est créée par fusion de la Com-com du Val de Bienne, la Com-Com du plateau du Lizon et la Com-com des Hautes Combes.
- 1er janvier 2012 : adhésion de Villard-sur-Bienne (28 membres).
- 1er janvier 2016 : fusion de Ponthoux dans Lavans-lès-Saint-Claude (27 membres).
- 1er janvier 2017 : création de Coteaux du Lizon par fusion de deux communes et de Septmoncel Les Molunes par fusion de deux communes (25 membres).
- 1er janvier 2019 : intégration de Pratz dans Lavans-lès-Saint-Claude, intégration de Villard-sur-Bienne de Nanchez qui appartient à la communauté de communes la Grandvallière, fusion de Chassal et Molinges dans Chassal-Molinges (22 membres))

## Composition
La communauté de communes est composée des 22 communes suivantes :

| Nom                      | Code Insee | Gentilé       | Superficie (km2) | Population (dernière pop. légale) | Densité (hab./km2) |
| ------------------------ | ---------- | ------------- | ---------------- | --------------------------------- | ------------------ |
| Saint-Claude (siège)     | 39478      | Sanclaudiens  | 70,19            | 8 556 (2022)                      | 122                |
| Avignon-lès-Saint-Claude | 39032      | Potringus     | 7,83             | 359 (2022)                        | 46                 |
| Bellecombe               | 39046      | Bellecombiens | 12,17            | 74 (2022)                         | 6,1                |
| Les Bouchoux             | 39068      | Boucherands   | 21,71            | 313 (2022)                        | 14                 |
| Chassal-Molinges         | 39339      |               | 7,76             | 1 120 (2022)                      | 144                |
| Choux                    | 39151      | Chouliers     | 8,27             | 136 (2022)                        | 16                 |
| Coiserette               | 39157      | Coiserands    | 5,91             | 46 (2022)                         | 7,8                |
| Coteaux du Lizon         | 39491      |               | 15,49            | 2 146 (2022)                      | 139                |
| Coyrière                 | 39174      | Coyriérants   | 4,11             | 66 (2022)                         | 16                 |
| Lajoux                   | 39274      | Lajoulands    | 23,65            | 299 (2022)                        | 13                 |
| Larrivoire               | 39280      |               | 6,5              | 108 (2022)                        | 17                 |
| Lavans-lès-Saint-Claude  | 39286      |               | 23,68            | 2 342 (2022)                      | 99                 |
| Leschères                | 39293      |               | 8,28             | 203 (2022)                        | 25                 |
| Les Moussières           | 39373      | Mousserands   | 16,95            | 159 (2022)                        | 9,4                |
| La Pesse                 | 39413      | Pesserands    | 24,26            | 332 (2022)                        | 14                 |
| Ravilloles               | 39453      | Ravillolais   | 7,79             | 444 (2022)                        | 57                 |
| La Rixouse               | 39460      |               | 12,59            | 187 (2022)                        | 15                 |
| Rogna                    | 39463      | Rognatiers    | 10,46            | 236 (2022)                        | 23                 |
| Septmoncel les Molunes   | 39510      |               | 39,91            | 808 (2022)                        | 20                 |
| Villard-Saint-Sauveur    | 39560      |               | 9,05             | 582 (2022)                        | 64                 |
| Viry                     | 39579      | Viriens       | 25,4             | 893 (2022)                        | 35                 |
| Vulvoz                   | 39585      | Vuvolziens    | 4,49             | 22 (2022)                         | 4,9                |

## Compétences
- Compétence obligatoire
  - Aménagement de l’espace
  - Actions de développement économique intéressant l’ensemble de la Communauté de communes :
    - Industrie, commerce, artisanat, services
    - Tourisme
- Compétences optionnelles